# Tobias Bielcke
Johann Tobias Bielcke oder Bielke (1726–1801) war ein deutscher Totengräber und Chronist in Weimar. Auch seine Vorfahren waren Totengräber.
Er war gelernter Strumpfwirker und übte auf dem Jacobsfriedhof Weimar seine Tätigkeit als Totengräber von 1755 an 46 Jahre aus und begrub in dieser Zeit 9254 Personen. Er hinterließ gewissenhafte Aufzeichnungen zur Geschichte des Jacobsfriedhofs. Auch sein Sohn Johann Heinrich Bielke war 1801–1826 Totengräber. Den beiden ist ein Verzeichnis der im Kassengewölbe bestatteten Personen zu verdanken. Diese wiederum waren für den Anatomen August Froriep hinsichtlich der Frage nach dem Schädel Friedrich Schillers bedeutsam. Die Familie Bielke ist ebenfalls auf dem Jacobsfriedhof begraben. Ein Grabstein ist nicht vorhanden.